# La Unión (groupe)
Pour les articles homonymes, voir La Unión.
La Unión (aussi stylisé LA UNIÓN, La Uniøn et LA UNIØN) est un groupe espagnol de pop rock, originaire de Madrid. Le groupe était initialement formé par le bassiste Luis Bolín, le guitariste Mario Martínez et le claviériste Íñigo Zabala, et peu après le chanteur Rafa Sánchez a rejoint le groupe.
Présents dans le monde de la musique depuis 1984, ils comptent plus de deux millions de disques vendus, et un double disque de diamant en 2006 pour leur carrière discographique. En outre, les albums Vivir al este del Edén, Tren de largo recorrido, Tentación et Grandes éxitos ont été multi disque de platine, avec plus de 200 000 exemplaires vendus.

## Histoire
Le groupe est formé à la fin 1982 à Madrid par Rafa Sánchez (chant), Luis Bolín (basse) et Mario Martínez (guitare), auxquels s'ajoute un quatrième membre, Íñigo Zabala (claviers). L'année suivante, ils préparent un grand nombre de chansons instrumentales auxquelles ils commencent à ajouter des voix. Ils signent avec WEA à la fin de 1983, lorsque Nacho Cano et Rafael Abitbol produisent trois chansons, deux d'entre elles étant La Niebla, Lobo Hombre en París, basées sur deux histoires de Boris Vian et la troisième étant Voracidad. Le 12 mars 1984, ils présentent le single et le maxi-single Lobo Hombre en París (avec un clip vidéo réalisé par José Luis Lozano) à la Sala El Sol de Madrid, dont plus de deux cent mille singles sont vendus, étant numéro un des ventes pendant neuf semaines consécutives et obtenant un disque d'or. En octobre de la même année sort leur premier album, Mil Siluetas.
Dans les années 1990, son cinquième album studio, Tentación, produit par Mike Howlett, est publié. Il contient des chansons telles que Ella es un volcán, Fueron los celos et Si tú quisieras, une compilation de chansons qui traitent de passions, d'expériences, de pensées existentielles et de sujets d'actualité. En 1992, ils publient Tren de largo recorrido, un album live qui, en plus d'inclure tous les succès du concert donné à La Corogne le 19 octobre 1991, contient la reprise en espagnol de Long Train Runnin' des Doobie Brothers. 
En 2004, à l'occasion de son 20e anniversaire, le groupe sort Colección audiovisual 1984-2004, une compilation visuelle et sonore qui comprend des titres inédits comme Sigo Aquí, Tu Nombre ou Última Estación. Cet album comprend également des bonus de chansons connues du groupe, ainsi qu'un DVD avec tous les clips de La Unión de cette période, et des making of. Plus tard et avec des sons électroniques, ils sortent Love Sessions (2006), où tous les plus grands succès du groupe sont réenregistrés en utilisant les nouvelles technologies ; ainsi Lobo Hombre en París, Sildavia, Ella es un Volcán, Humo ou Negrita sont adaptés aux dancefloors. 
En 2015, Mario Martínez décide de quitter le groupe en raison de problèmes de santé. Le public accepte cette décision, et Rafa Sánchez et Luis Bolín continuent de rechercher de nouveaux sons pour continuer à donner vie à leurs meilleures chansons historiques. En 2018, La Unión publie la chanson Tiempo.
Le 14 mai 2020, Rafa Sánchez, Rafa annonce la séparation du groupe, ce que dément Luis ; le groupe continue alors sans Rafa,. De son côté, Rafa Sánchez entame une carrière solo sortant le single Última estación (Axon Producciones, 2020) et La Tormenta (2022) avec Luis en tant que chanteur. Le 10 avril 2022, le guitariste Mario Martínez meurt d'un cancer du larynx à Madrid.

## Discographie
- 1984 : Mil siluetas
- 1985 : El maldito viento
- 1987 : 4×4
- 1988 : Vivir al este del Edén
- 1990 : Tentación
- 1993 : Psycofunkster au lait
- 1996 : Hiperespacio
- 1997 : Fluye
- 1999 : La Unión
- 2002 : El mar de la fertilidad
- 2010 : Big Bang
- 2018 : Tiempo (single)
- 2020 : Última estación (single)
- 2021 : La Tormenta (single)